# Збирання врожаю

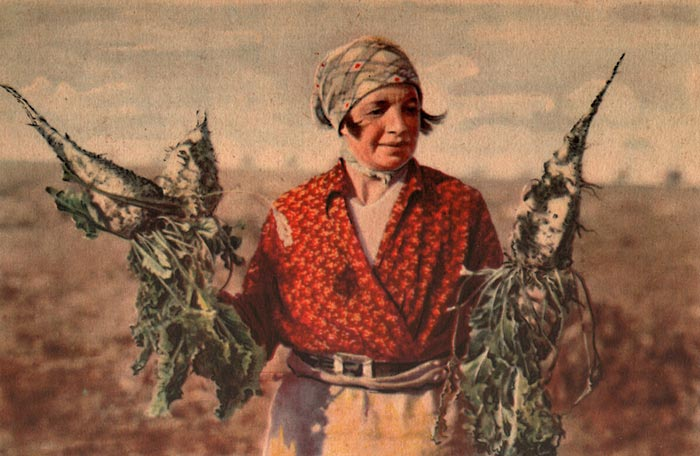
Збирання цукрових буряків у Швеції. 1930-ті роки

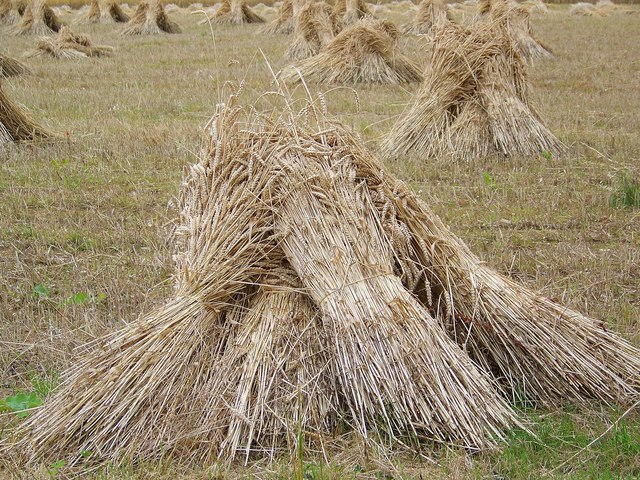
Копиці снопів пшениці

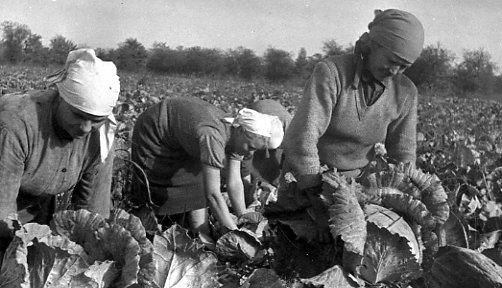
Ручне вбирання капусти. 1938 рік

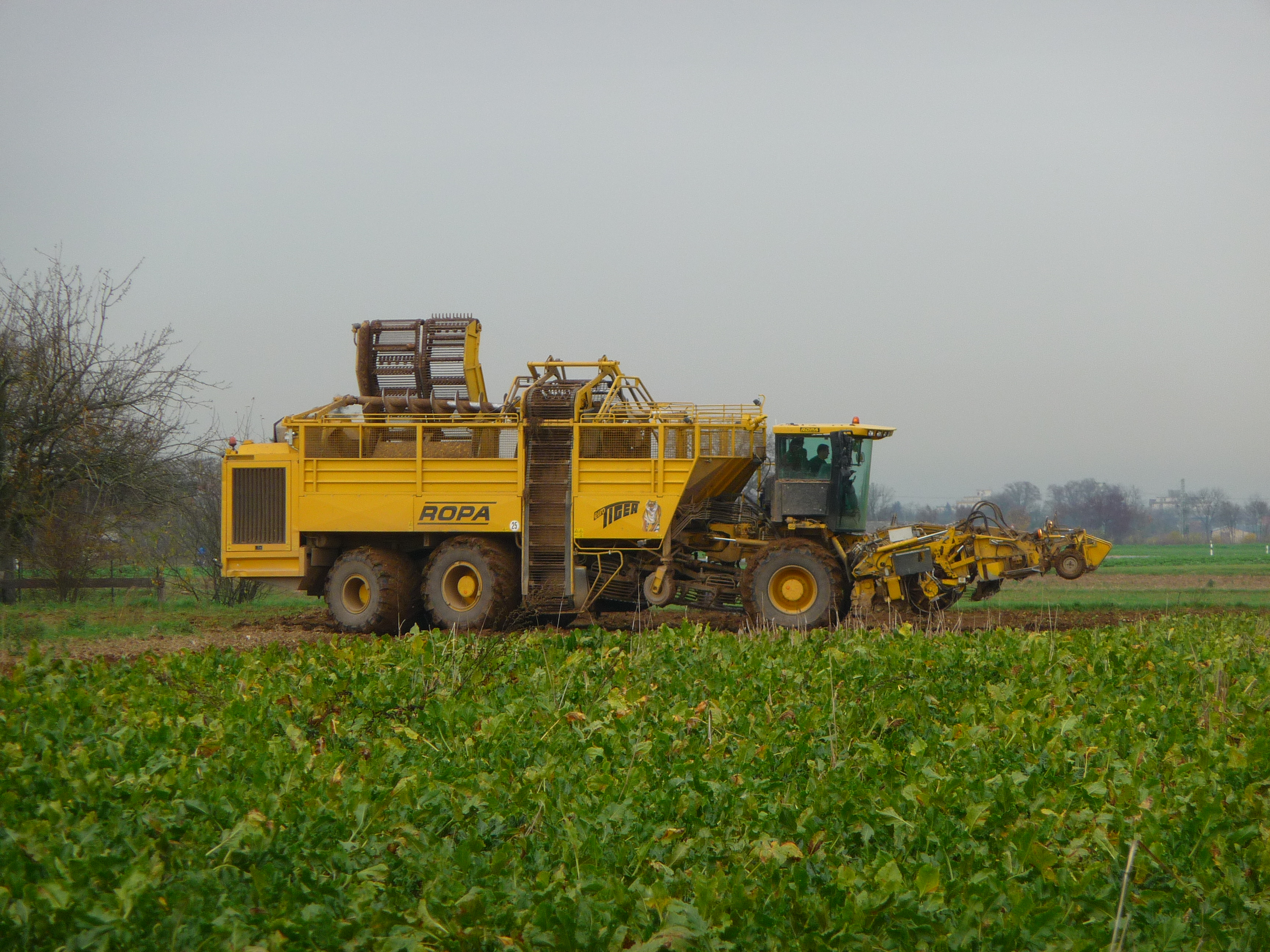
Сучасне збирання буряків комбайном

Збирання врожаю — сукупність робіт на завершальній стадії землеробства. Включає збір врожаю, доставку його до місця післязбиральної обробки, саму післязбиральну обробку, доставку врожаю в місця зберігання або продажу. Сучасне збирання врожаю характеризується великим ступенем механізації.